# Acanthomigdolus quadricollis
Acanthomigdolus quadricollis is een keversoort uit de familie Vesperidae. De wetenschappelijke naam van de soort werd voor het eerst geldig gepubliceerd in 1875 door Henry Walter Bates.